# Нурмухаммедов, Гельдымурад
Гельдымурад Нурмухаммедов (туркм. Geldimyrat Nurmuhammedow; род. 1952, с. Карадамак, Ашхабадский район) — туркменский государственный деятель.

## Биография
Окончил Туркменский государственный университет, по специальности — юрист.
Трудовую деятельность начал заведующим кабинетом комсомольской работы Ашхабадского обкома ЛКСМ Туркменистана. Далее работал старшим лаборантом, младшим научным сотрудником отдела философии и права АН Туркменской ССР. В дальнейшем был первым секретарем Ашхабадского горкома КП Туркменистана (1983—1991)[уточнить], Председателем Комитета по юридическим вопросам Совета Республик Верховного Совета СССР (1991 год), Председателем Комитета по науке, образованию и социально-культурным вопросам при Президентском Совете Туркменистана (январь — июнь 1992 года).
1992 — заместитель Председателя Кабинета министров Туркменистана.
26.06.1992 — 02.08.1995 — министр культуры и туризма Туркменистана.
С июня 1993 года — (по совместительству) заместитель председателя Национального совета по развитию культуры и искусства при Президенте Туркменистана.
По состоянию на начало 2010-х годов владел строительной фирмой.
В 2012 году после своих антиправительственных высказываний был обвинён в употреблении наркотиков и помещён на принудительное лечение, ряд источников расценили это как политические репрессии.

## Варианты транскрипции имени и фамилии
- Имя: Гелдимырат
- Фамилия: Нурмухамедов